# 1962年の国鉄スワローズ
1962年の国鉄スワローズ（1962ねんのこくてつスワローズ）では、1962年の国鉄スワローズの動向をまとめる。
この年の国鉄スワローズは、砂押邦信監督の2年目のシーズンである。

## 概要
前年待望のAクラス入りを果たしたチームだが、開幕から打線が貧打に喘ぎ前年の.227から.201へ低下。金田正一や村田元一などの投手陣は最下位のチームで健闘し、防御率も2.61と悪くはなかった。打線の貧打を投手陣をカバーする形でチームは6月まで3位の巨人と1.5ゲーム差の4位とまずまずの成績を残していたが、最後は成績が急降下。結局15年ぶり優勝の阪神から24ゲーム付けられチームは2年ぶりの最下位に終わり、また砂押監督が移籍組や立教大学出身の選手を優遇したことを球団内が問題視したことから、砂押監督は2年で辞任しヘッドコーチへ降格（その後サンケイとなった1965年に復帰）。後任には阪急や高橋の監督を務めた浜崎真二が就任した。投手陣は51完投でリーグ2位、無四球勝利も15とリーグ3位と健闘したが、打撃陣は前述のようにチーム打率が2割そこそこ、本塁打も盗塁もリーグ最下位と投高打低のシーズンとなってしまった。カード別成績は5位の広島に13勝13敗1分で互角だったが、5割以上の4球団に大きく負け越し（特に大洋や巨人には9勝17敗）、台風の目にはならなかった。

## チーム成績

### レギュラーシーズン
| 1 | 左 | 鈴木秀幸 |
| 2 | 遊 | 杉本公孝 |
| 3 | 二 | 土屋正孝 |
| 4 | 三 | 徳武定祐 |
| 5 | 中 | 佐藤孝夫 |
| 6 | 一 | 星山晋徳 |
| 7 | 右 | 小西秀朗 |
| 8 | 捕 | 根来広光 |
| 9 | 投 | 金田正一 |

| 順位 | 4月終了時 | 4月終了時 | 5月終了時 | 5月終了時 | 6月終了時 | 6月終了時 | 7月終了時 | 7月終了時 | 8月終了時 | 8月終了時 | 最終成績 | 最終成績 |
| ---- | --------- | --------- | --------- | --------- | --------- | --------- | --------- | --------- | --------- | --------- | -------- | -------- |
| 1位  | 大洋      | --        | 大洋      | --        | 大洋      | --        | 阪神      | --        | 阪神      | --        | 阪神     | --       |
| 2位  | 阪神      | 0.0       | 阪神      | 1.0       | 阪神      | 2.5       | 大洋      | 2.0       | 大洋      | 2.5       | 大洋     | 4.0      |
| 3位  | 巨人      | 1.0       | 巨人      | 1.5       | 巨人      | 4.5       | 巨人      | 8.0       | 中日      | 6.5       | 中日     | 5.0      |
| 4位  | 中日      | 1.5       | 国鉄      | 5.0       | 国鉄      | 6.0       | 中日      | 9.5       | 巨人      | 8.0       | 巨人     | 8.0      |
| 5位  | 広島      | 1.5       | 中日      | 5.0       | 中日      | 10.0      | 国鉄      | 12.5      | 広島      | 16.5      | 広島     | 19.0     |
| 6位  | 国鉄      | 2.0       | 広島      | 5.5       | 広島      | 13.0      | 広島      | 16.0      | 国鉄      | 20.5      | 国鉄     | 24.0     |

| 順位 | 球団             | 勝 | 敗 | 分 | 勝率 | 差   |
| 1位  | 阪神タイガース   | 75 | 55 | 3  | .577 | 優勝 |
| 2位  | 大洋ホエールズ   | 71 | 59 | 4  | .546 | 4.0  |
| 3位  | 中日ドラゴンズ   | 70 | 60 | 3  | .538 | 5.0  |
| 4位  | 読売ジャイアンツ | 67 | 63 | 4  | .515 | 8.0  |
| 5位  | 広島カープ       | 56 | 74 | 4  | .431 | 19.0 |
| 6位  | 国鉄スワローズ   | 51 | 79 | 4  | .392 | 24.0 |

## オールスターゲーム1962
| ファン投票 | 選出なし |          |          |
| 監督推薦   | 金田正一 | 村田元一 | 根来広光 |

- 取り消し線は出場辞退

## できごと
この年の8月、産業経済新聞社（サンケイ新聞）との資本提携を締結。この段階で球団経営の主導はサンケイ新聞に事実上移った。

## 表彰選手
| リーグ・リーダー |
| ---------------- |
| 受賞者なし       |

| ベストナイン |
| ------------ |
| 選出なし     |